# Mozart y sol menor
Sol menor se ha considerado la tonalidad a través de la cual Wolfgang Amadeus Mozart mejor expresó la tristeza y la tragedia, y muchas de sus obras en tonalidad menor están en sol menor. Aunque Mozart compuso en diversas tonalidades menores en sus sinfonías, la de sol menor es la única tonalidad menor que usó como tonalidad principal para sus sinfonías numeradas.
En el período clásico, las sinfonías en sol menor casi siempre usaban cuatro trompas, dos en sol y dos en si♭ alto. Otra convención de las sinfonías en sol menor observada en las núms. 25 y 40 de Mozart fue la elección de la subdominante de la tonalidad relativa (si ♭ mayor), mi♭ mayor, para el movimiento lento; otros ejemplos de esta práctica aparte de Mozart incluyen a Johann Christian Bach opus 6, n.º 6 de 1769, la Sinfonía n.º 39 (1768/69) de Haydn y la Sinfonía en sol menor de Johann Baptist Wanhal en algún momento antes de 1771 (Bryan Gm1).
Las secciones aisladas en esta tonalidad dentro de las composiciones de Mozart también pueden evocar una atmósfera de gran tragedia. Un ejemplo es la tormentosa sección central en sol menor al movimiento lento mayor en si♭, por lo demás sereno, en el Concierto para piano n.° 20.

## Lista de obras
Aquí hay una lista de obras y movimientos de Mozart en sol menor:
- Dios es nuestro Refugio, K. 20
- Andante de la Sinfonía n.º 5, K. 22
- Fuga en sol menor, K. 154 (385k) (Órgano)
- Allegro del Cuarteto de cuerdas n.º 6, K. 159
- Sinfonía n.º 25, K. 183/173dB
- "Vorrei punirti indegno" de La finta giardiniera, K. 196
- "Agnus Dei" de Missa Brevis n.º 9, K. 275/272b
- Allegro en sol menor, K. 312/189i/590d (primer movimiento de una sonata inacabada)
- 6 variaciones en sol menor sobre "Helas, j'ai perdu mon amant", K. 360 (violín y piano)
- Andante con moto de Sonata para violín en mi bemol mayor, K. 380
- "Rex tremendae" y "Domine Jesu Christe" (Andante con moto, sol menor) de Réquiem en re menor, K. 626
- Fuga en sol menor, K. 401/375e (Órgano)
- Andante un poco sostenuto del Concierto para piano n.° 18, K. 456
- Der Zauberer, K. 472
- Cuarteto con piano n.° 1, K. 478
- Quinteto de cuerda en sol menor, K. 516
- Sinfonía n.° 40, K.550
- "Ach, ich fühl's" de La flauta mágica, K. 620